# 趾叶芋属
趾叶芋属（学名：Protarum），也称燕岛芋属，是天南星科的一属。

## 下属物种
本属包括以下物种：
- 趾叶芋 Protarum sechellarum Engl.